# Gianluca Neri
Gianluca Neri (Milano, 23 giugno 1971) è un produttore cinematografico, autore televisivo, conduttore radiofonico e blogger italiano.

## Biografia
Ha collaborato con il settimanale satirico "di resistenza umana" Cuore e, in compagnia del disegnatore Roberto Grassilli, ha successivamente fondato e curato il portale internet Clarence, poi venduto a Spray e passato in seguito a Lycos e a Dada. Collabora con vari mensili e gestisce Macchianera, un blog multiautore.
Dal 2003 al 2019 ha organizzato la Festa della Rete (un tempo chiamata Blogfest), raduno dei frequentatori di internet, che si svolgeva nel corso di tre giorni, dopo l'estate. Dopo le prime edizioni a Riva del Garda, dall'edizione del 2013 la festa si è spostata a Rimini e, dal 2018, a Perugia. All'interno della manifestazione venivano ogni anno assegnati i Macchianera Italian Awards (MIA), che premiavano i migliori siti e blog della rete italiana. La cerimonia di premiazione dei MIA ha visto negli anni come presentatori, assieme a Neri, Selvaggia Lucarelli, Francesca Barberini, Andrea Delogu, Ema Stokholma, Margherita Zanatta, Diana Del Bufalo, Claudia Alfonso e Gianluca Gazzoli. Il 20 dicembre 2013, in Vaticano, nel corso della cerimonia del baciamano al termine dell'udienza generale del mercoledì, ha consegnato nelle mani di Papa Francesco il premio come "Personaggio dell'anno".
Con la sua casa di produzione Quarantadue ha realizzato per Netflix le docuserie SanPa - Luci e tenebre di San Patrignano (nel 2020, come showrunner e autore) e Il caso Yara - Oltre ogni ragionevole dubbio (nel 2024, come showrunner, autore e regista).

## Cinema e Televisione
È stato autore televisivo di Camera Café per conto di Magnolia. Sempre per la società di produzione di Giorgio Gori, ha gestito un laboratorio creativo che si è occupato dell'ideazione di nuovi format.
Nel luglio 2017, in seguito ad alcune notizie diffuse nel corso del processo d'appello a Massimo Bossetti, il settimanale Oggi ha rivelato che Neri era impegnato nell’allestimento della produzione di un documentario dedicato al caso dell'omicidio di Yara Gambirasio. In realtà realizzerà prima quello dedicato alla storia della comunità di Comunità di San Patrignano e del suo fondatore Vincenzo Muccioli.
Il 14 febbraio 2019 costituisce con altri quattro soci la società di produzione Quarantadue, con sede a Milano, che si pone come obiettivo l’ideazione, la scrittura e la produzione di serie televisive o film (scripted e unscripted) per i grandi broadcaster e le piattaforme di streaming.

### SanPa: Luci e tenebre di San Patrignano
Il 30 dicembre 2020, accompagnato da un'ampia campagna pubblicitaria sia sulle pagine del Corriere della Sera, la Repubblica, Il Fatto Quotidiano sia in televisione prima e dopo i TG Rai e di Sky TG24, esce la prima docu-serie italiana di Netflix, in cui Neri debutta come creatore, scrittore e produttore con la sua Quarantadue: SanPa: Luci e tenebre di San Patrignano.
Attraverso testimonianze e immagini di repertorio, la docu-serie in 5 episodi racconta la controversa storia della comunità di recupero di San Patrignano fondata da Vincenzo Muccioli nel 1978, a Coriano, in provincia di Rimini. La docu-serie è stata realizzata attraverso 180 ore di interviste e con le immagini tratte da 51 differenti fonti d’archivio, di cui il 26% di materiale delle Teche Rai, per ricostruire la storia in modo fattuale e accurato.
Oltre a Neri, la serie è stata scritta da Carlo Gabardini e Paolo Bernardelli. La regia è di Cosima Spender, la supervisione al montaggio di Valerio Bonelli, le musiche di Eduardo Aram, e la direzione della fotografia di Diego Romero Suarez-Llanos.

#### Nastro D’Argento 2021 documentari, premio speciale
Il 10 marzo 2021 il Sindacato nazionale giornalisti cinematografici italiani (SNGCI) comunica che l'assegnazione di un premio speciale dei Nastri d'argento 2021 al documentario a “SanPa - Luci e tenebre di San Patrignano”, spiegando che “è una scelta  insolita, fuori selezione, in quanto il regolamento dei Nastri prevede ad oggi che i premi siano assegnati esclusivamente a Film, non alla serialità, e l’uscita in sala è stata fino ad oggi un elemento prioritario. Occupandoci però con attenzione di ‘cinema del reale’ abbiamo deciso di superare il tema del ‘formato’ perché non avremmo potuto dimenticare nel nostro palmarès un’inchiesta approfondita e documentata come quella a cui abbiamo assistito”. La motivazione ufficiale del premio è stata la seguente: “Nelle luci e nelle tenebre di San Patrignano, raccontate sulla base di una documentazione accurata e ormai consegnata alla Storia, c’è il senso e la sostanza di una vicenda controversa che ha comunque segnato un passaggio epocale nella storia di un tempo già lontano di cui ancora sono aperte molte ferite. La rilettura di un’esperienza unica, amata e odiata, contestata e al tempo stesso preziosa per la vita e il recupero di centinaia di ragazze e ragazzi riaccende un riflettore sulla generazione spezzata che SanPa racconta e sulla cronaca di quegli anni difficili”.

### Il caso Yara: Oltre ogni ragionevole dubbio
Il 4 luglio 2024 il settimanale Oggi, con una lunga intervista a cura di Marianna Aprile, anticipa che il 16 luglio 2024 debutteranno su Netflix le 5 puntate del programma, realizzata dello stesso team di SanPa - Luci e tenebre di San Patrignano. Nell'articolo viene svelato che il documentario contiene un'intervista esclusiva a Massimo Bossetti, condannato in via definitiva 8 anni dopo, il 12 ottobre 2018.
Il trailer ufficiale del programma viene mostrato in anteprima la sera stessa durante la trasmissione In onda, condotta da Luca Telese e Marianna Aprile.

#### Sviluppo
Il lavoro sulla serie ha avuto inizio nel 2017, con una fase di documentazione da parte di Neri durata diversi anni. Nel 2021 è stata creata la squadra degli autori composta da Carlo Gabardini, lo stesso Neri ed Elena Grillone, dopodiché la writing room ha iniziato a delineare la struttura della docuserie. Prima di entrare in produzione gli autori hanno studiato in modo approfondito tutti i 60 faldoni dei documenti dell’inchiesta (60.000 pagine, oltre a centinaia di gigabyte di immagini, audio e video). Sono state visionate migliaia di ore di materiale video, che poi gli autori e i montatori hanno integrato nel racconto sintetizzandoli in 118 minuti complessivi di reperti, recuperati da venti archivi diversi.

#### Produzione
Il caso Yara - Oltre ogni ragionevole dubbio è stata creata e diretta da Gianluca Neri, alla sua prima regia. Neri ne è anche produttore esecutivo, assieme a Massimo Rocchi e Marco Tosi. Gli autori sono Carlo Gabardini, Gianluca Neri ed Elena Grillone che si sono avvalsi della collaborazione di Alessandro Casati, Cristina Gobbetti e Camilla Paternò. La fotografia è stata curata da Diego Romero Suarez-Llanos e Stefano Grilli, mentre il montaggio è stato realizzato da Davide Molla, Alessandro Pelegatta, Nicola Quarta e Riccardo Ramazzotti.

## Radio
Ha fondato Macchiaradio (per qualche tempo chiamata anche RadioNation), una popolare webradio italiana che ha iniziato a trasmettere il 21 aprile 2004, ospitando nel tempo vari personaggi del mondo della radiofonia e della rete italiana, tra cui Marco Ardemagni, Violetta Bellocchio, Matteo Bordone, Luca Bizzarri, Federico Bernocchi, Michele Boroni, Matteo Caccia, Francesco Cataldo, Andrea Delogu, Lorenzo De Marinis, Filippo Facci, Carlo Giuseppe Gabardini, Paolo Madeddu, Marisa Passera, Simona Siri, Luca Sofri, Filippo Solibello, Guia Soncini, Simone Tolomelli e Laura Carcano.
Da giugno a settembre 2008, in concomitanza con le Olimpiadi di Pechino, ha ideato e condotto (assieme a LaLaura) il contenitore quotidiano Scatole Cinesi, in onda su Rai Radio 2.
Per la stessa emittente ha condotto la trasmissione quotidiana Condor a dicembre 2008 e la variante estiva Kondor, il Condor con la cappa da giugno a settembre 2009, in compagnia di Cinzia Spanò.
Dal luglio 2014 fino a giugno 2015 ha ideato e condotto assieme a Daniela Collu la trasmissione Share, in onda su Rai Radio 2 il sabato e la domenica alle 18.

## Casi d'attualità

### Caso Calipari
Il 1º maggio 2005 appare sulla stampa come il blogger che - con un semplice copia e incolla da un PDF - ha svelato gli omissis nel documento ufficiale statunitense diffuso a conclusione dell'inchiesta sul caso dell'omicidio dell'agente italiano Nicola Calipari.

### Processo Canalis-Clooney
A settembre 2015 prende il via un processo che lo coinvolge, insieme a Guia Soncini e Selvaggia Lucarelli, con le accuse di intercettazione abusiva, detenzione e diffusione di codici di accesso, accesso abusivo a sistema informatico, violazione della privacy, tutti aggravati dall'aver tentato di ottenere un guadagno. Al centro dell’inchiesta il presunto accesso alle mail della showgirl Federica Fontana a cui erano state inviate foto scattate nella villa comasca dell’attore George Clooney, in occasione della festa di compleanno del 2010 della soubrette Elisabetta Canalis. Immagini che, nella ricostruzione dell’accusa, erano al centro di una tentata vendita al settimanale Chi di Alfonso Signorini.

#### Proscioglimento e assoluzione
Il 17 luglio 2017 il giudice dell'XI sezione penale del tribunale di Milano Stefano Corbetta ha assolto Selvaggia Lucarelli, Guia Soncini e Gianluca Neri riqualificando le contestazioni di accesso abusivo a sistema informatico, intercettazione illecita di comunicazioni e violazione di corrispondenza e dichiarando il proscioglimento per "non doversi procedere". Per le altre due imputazioni contestate, tra cui la presunta tentata vendita degli scatti di Clooney e Canalis e il trattamento illecito di dati personali, i tre sono stati assolti con formula piena perché "il fatto non sussiste".

### Caso Yara Gambirasio
Nel luglio 2017 è la persona che scopre l'esistenza di una foto satellitare scattata dal satellite WorldView-1 il 24 gennaio 2011, ovvero nel periodo compreso tra il giorno della scomparsa di Yara Gambirasio il 26 novembre 2010 a Brembate di Sopra e il giorno del ritrovamento del corpo senza vita della ragazza in un campo incolto di Chignolo D'Isola il 26 febbraio 2011. Neri scopre la foto nel corso della lavorazione di Unknown1, un documentario in 8 episodi sul caso dell'omicidio di Yara Gambirasio girato in lingua inglese e, dal momento che il corpo della ragazza sembra non apparire nella foto, consegna l'immagine al pool difensivo di Massimo Bossetti, condannato in primo grado all'ergastolo per il delitto in questione, guidato dagli avvocati Claudio Salvagni, Paolo Camporini e coordinato da Roberto Bianco.
Con la difesa Neri concorda di non distribuire l'immagine alla stampa fino a al momento in cui se ne parlerà in aula. La foto del satellite WorldView-1 ha una risoluzione minima al suolo di 46 cm per pixel, dato che apre il dibattito tra gli esperti, divisi tra quelli che ritengono siano sufficienti per determinare la presenza o l'assenza del corpo nel campo, e quelli che, invece, giudicano la risoluzione della foto troppo bassa. A partire dalla seconda udienza del processo di appello presso il Tribunale di Brescia, il 6 luglio 2017, Neri partecipa al processo dai banchi della difesa.
Solo dopo la scoperta di Neri la procura di Bergamo, che ha guidato le indagini sul caso, ha rivelato di essere in possesso della foto da tempo, ma di non averla inclusa nei fascicoli dell'inchiesta. L'avvocato Claudio Salvagni ha dichiarato al settimanale Oggi che questa scelta avesse l'unico obiettivo di impedirne la visione alla difesa. I difensori di Bossetti sostengono inoltre di avere più volte richiesto al pubblico ministero Letizia Ruggeri se esistessero foto satellitari del campo di Chignolo D'Isola nel periodo tra la scomparsa di Yara e il ritrovamento del corpo, e di avere sempre ricevuto ufficialmente risposta negativa.

## Libri
- Nel 2004 un suo racconto lungo intitolato Nessuno mi può giudicare viene pubblicato da Einaudi all'interno dell'antologia La notte dei blogger.
- A giugno 2010 esce il suo romanzo d'esordio, Il grande elenco telefonico della Terra e pianeti limitrofi (Giove escluso), pubblicato da BUR - Rizzoli 24/7.